# بارمی
بارمی (به لاتین: Barmy) یک منطقه مسکونی در جمهوری آذربایجان است که در شهرستان آق‌سو واقع شده است.